# 嘉義市私立興華高級中學
嘉義市私立興華高級中學（Chiayi City Hsing-Hwa Senior High School；HHSH），是位於台灣嘉義市東區的一所私立高中，設有高中及職業類科，並附設國中部，由阿里山森林鐵路分割成兩塊校分別為教學區和運動場。

## 校史
- 1937年8月在江蘇省泰興縣創立，歷經第二次世界大戰和國共內戰，校址前後搬遷四次。
- 1949年4月，中國人民解放軍攻陷江蘇，興華中學隨中華民國政府遷台，於1955年8月在嘉義市復校，為「嘉義縣私立興華中學」。
- 1957年，改制為普通中學，設初中部及高中部。
- 1968年7月，中華民國政府實施九年國民教育，原初中部改稱國中部。
- 1971年8月，增設高職部－工科、商科。
- 1982年7月，配合嘉義市升格，改名為「嘉義市私立興華高級中學」。
- 1983年，工科停辦，調整為家事類科（服裝科、幼保科）。
- 1989年，國中部增設美術班。
- 1994年，美術班停辦，調整為普通班。
- 2003年8月，增設餐飲管理科。
- 2004年，高中部設有普通科、高職部－資料處理科、應用外語科（英文組）、餐飲管理科、幼兒保育科，並附設國中部（設有數理資優班）。
- 2007年，幼兒保育科停辦，增設觀光事業科。
- 2021年9月，應用外語科（英文）停招。[1]
- 2023年1月，中華民國教育部宣佈彰化大慶商工、嘉義興華高級中學兩校列為專案輔導學校，依該國《私立高級中等以上學校退場條例》第13條第1項給予限期改善兩年。[2]

- 2023年，董事會改組，董事長由羅林杏子改為力宇教育董事長王崇旭出任董事長。

- 2024年，應用外語科重新招生，改名「應用英語科」。

- 2024年5月7日，經過教育部退場審議會決議，解除專案輔導。[3][4]

## 教學單位
- 高中部：普通科。
- 高職部：資料處理科、應用外語科（英文）、餐飲管理科、觀光事業科。
- 國中部：普通班、醫學及科技人才培育班。

## 外部連結
- 興華高級中學 （页面存档备份，存于）

1. ↑  .   [2023-01-17]. （原始内容存档于2023-01-17）.
2. ↑  .   [2023-01-17]. （原始内容存档于2023-01-17）.
3. ↑  . 教育部全球資訊網. 2024-05-07  [2024-05-14] （中文（臺灣））.
4. ↑  .   [2024-05-09]. （原始内容存档于2024-05-09）.